# Lispocephala alakaiae
Lispocephala alakaiae är en tvåvingeart som beskrevs av Hardy 1981. Lispocephala alakaiae ingår i släktet Lispocephala och familjen husflugor. Inga underarter finns listade i Catalogue of Life.